# Caeruleuptychia coelestis
Espèce
Caeruleuptychia coelestis est une espèce de papillons de la famille des Nymphalidae et de la sous-famille des Satyrinae et du genre Caeruleuptychia.

## Dénomination
Caeruleuptychia coelestis a été décrit par l'entomologiste Arthur Gardiner Butler en 1867, sous le nom initial d' Euptychia coelestis.

### Nom vernaculaire
Caeruleuptychia coelestis se nomme Coelestis Blue Ringlet en anglais. 

## Description
Caeruleuptychia coelestis est un papillon au revers bleu à rayures discale, postdiscale et ligne submarginale festonnée, avec un discret ocelle à l'apex des ailes antérieures et aux ailes postérieures une ligne d'ocelles dont les deux proches de l'apex et le gros proche de l'angle anal sont noir, les autres étant juste marqués par un cercle foncé.

## Biologie
Sa biologie est mal connue.

## Écologie et distribution
Caeruleuptychia coelestis est présent au Brésil et au Pérou,.

### Biotope
Il réside dans les sous-bois sombres de la forêt humide.

### Protection
Pas de statut de protection particulier